# Ferdinand Graf Hahn
Ferdinand Graf Hahn (* 3. März 1875 in Neuhaus bei Lütjenburg; † 7. August 1955) war ein deutscher Politiker der CDU.
Graf Hahn, der das Gut Neuhaus bewirtschaftete und Kreisjägermeister im Kreis Plön war, gehörte vor 1933 der DNVP an, für die er Amtsvorsteher, Gemeinderat, Kreistagsabgeordneter und Kreisausschussmitglied war. Bereits seit 1934 war er förderndes Mitglied der SS. Er trat nach dem Wegfall der Aufnahmesperre zum 1. Mai 1937 in die NSDAP ein (Mitgliedsnummer 3.983.373). Danker und Lehmann-Himmel charakterisieren ihn in ihrer Studie über das Verhalten und die Einstellungen der Schleswig-Holsteinischen Landtagsabgeordneten und Regierungsmitglieder der Nachkriegszeit in der NS-Zeit als „politisch angepassten“ Angehörigen traditioneller Eliten.
Er wurde in den ersten ernannten Landtag von Schleswig-Holstein berufen. Er schied jedoch bereits nach weniger als zwei Monaten Amtszeit am 10. April 1946 wieder aus.